# Bee Gees Inolvidables
A  Bee Gees Inolvidables című lemez a Bee Gees  együttes 1987-ben kiadott 2 LP-s válogatáslemeze.

## Az album dalai
LP1 A oldal
1. Morning of My Life (In The Morning) (Barry Gibb) – 3:53
2. I.O.I.O (Barry Gibb, Maurice Gibb) – 2:53
3. Then You Left Me (Barry és Maurice Gibb) – 3:11
4. The Lord (Barry, Robin és Maurice Gibb) – 2:19
5. I Was The Child (Barry és Maurice Gibb) – 3:14
6. I Lay Down and Die (Barry és Maurice Gibb) – 3:35
7. Bury Me Down By The River (Barry és Maurice Gibb) – 3:25
8. Don't Forget To Remember (Barry és Maurice Gibb) – 3:28
9. Sinking Ships (Barry, Robin és Maurice Gibb) – 2:21

LP1 B oldal
1. How Can You Mend A Broken Heart (Barry és Robin Gbb) – 3:56
2. August, October (Robin Gibb) – 2:35
3. Saved By The Bell (Robin Gibb) – 3:06
4. Lonely Days (Barry, Robin és Maurice Gibb) – 3:48
5. Alone Again (Robin Gibb) – 3:00
6. Trafalgar (Barry és Maurice Gibb) – 3:53
7. Israel (Barry és Robin Gibb) – 3:45
8. The Greatest Man In The World (Barry Gibb) – 4:18

LP2 A oldal
1. Run To Me (Barry, Robin és Maurice Gibb) – 3:00
2. My World (Barry és Robin Gibb) – 4:18
3. We Lost The Road (Barry és Robin Gibb) – 3:27
4. Paper Mache, Cabbages & Kings (Barry, Robin és Maurice Gibb) – 4:59
5. Sea of Smiling Faces (Barry, Robin és Maurice Gibb) – 3:07
6. Alive (Barry és Maurice Gibb) – 4:03
7. I Held a Party (Barry, Robin és Maurice Gibb) – 2:35
8. It's Just The Way (Barry és Maurice Gibb) – 2:34

LP1 B oldal
1. Saw a New Morning (Barry, Robin és Maurice Gibb) – 4:13
2. I Don't Wanna Be The One (Barry Gibb) – 4:05
3. Come Home Johnny Bridie (Barry Gibb) – 3:50
4. Wouldn't I Be Someone (Barry, Robin és Maurice Gibb) – 5:39
5. Had a Lot Of Love Last Night    (Barry, Robin és Maurice Gibb) – 4:07
6. Country Lanes  (Barry és Robin Gibb) – 3:29
7. Somebody Stop The Music (Barry és Maurice Gibb) – 3:31

## Közreműködők
- Bee Gees